# Suze Boschma-Berkhout
Suzanna Catharina (Suze) Boschma-Berkhout (født 31. maj 1922 i Indramayu på Java, død 2. juli 1997 i Alphen aan den Rijn i Nederlandene) var en nederlandsk skulptør.

## Liv og arbejde
Boschma Suze Berkhout blev født på det vestlige Java i Indonesien som datter af Frans Marie Christoffel Berkhout og Clara Maria Francisca van Loon. Hendes far var generalsekretær for Offentlige Arbejder og genopbygning i Hollandsk Ostindien og professor ved det tekniske universitet i Delft. Boschma Berkhout blev oprindeligt uddannet som sygeplejerske, men tog efter 2. verdenskrig en uddannelse på Institut for Brugskunst i Amsterdam.
Hun var kendt for sin mange skulpturer, der er blevet opstillet i Holland på talrige steder og som henviser til historiske eller litterære personer. Særlig kendt er statuen af Bartje i Assen, som hun skabte i 1954 i kalksten. Statuen blev ødelagt flere gange og blev i 1982 erstattet af en bronzeversion udført af billedhuggeren.
Hun giftede sig i 1954 med Cornelis Boschma og blev mor til fem børn. I 1963 bosatte de sig i Leeuwarden.

## Værker
- 1954 Bartje, Assen
- 1955 Lammechien, het zusje van Bartje, Ruinen
- 1965 Ot en Sien, Roden
- 1970 Afke's tiental, Warga
- 1971 It feintsje fan Menaam, Menaldum
- 1973 Anton Wachter, Harlingen
- 1976 Mata Hari, Leeuwarden
- 1980 vissende kinderen, Sneek
- 1982 Herman Gorter, Balk
- 1986 Jan Hepkes Wouda, Surhuisterveen
- 1991 De Melker, Langedijke
- 1983 De Fries of Voetbalspelertje, Leeuwarden
- 1989 Rembrandt en Saskia, Sint Annaparochie

## Galleri
- Bartje udført i bronze, 
Assen
- Rembrandt en Saskia, 
Sint Annaparochie
- De Frisiaan, 
Leeuwarden
- Anton Wachter, 
Harlingen